# Eleccions generals japoneses de 1986
Les eleccions generals japoneses de 1986 (第38回衆議院議員総選挙, Dai 38 Kai Shūgiin Ginsō Senkyo) se celebraren el 6 de juliol de 1986 per tal de renovar els 512 diputats de la Cambra de Representants del Japó, els quals haurien de triar el nou Primer Ministre del Japó. Les eleccions generals es feren conjuntament amb les eleccions a la Cambra de Consellers del Japó de 1986. Les dues eleccions van significar el triomf per majoria aclaparadora del governant Partit Liberal Democràtic (PLD) en ambdues cambres. La victòria del PLD amb 300 diputats ha estat la més gran a la història del partit i més gran fins a la victòria del Partit Democràtic (PD) amb 308 escons a les eleccions generals de 2009.
Com a resultat de la victòria del PLD, Yasuhiro Nakasone va tornar a ser elegit Primer Ministre, el qual dimitiria poc més d'un any després a causa dels casos de corrupció del seu partit. Cal dir, també, que el Nou Club Liberal (NCL), escissió sorgida del PLD a la dècada de 1970, va donar suport al govern per a, finalment, dissoldre's dins del PLD.

## Resultats

### Generals
|              |                              |            |       |        |     |  |
| Partit       | Partit                       | Vots       | %     | Escons | +/– |  |
|              | Partit Liberal Democràtic    | 29.875.501 | 49,42 | 300    | 50  |  |
|              | Partit Socialista del Japó   | 10.412.585 | 17,23 | 85     | 24  |  |
|              | Kōmeitō                      | 5.701.278  | 9,43  | 56     | 2   |  |
|              | Partit Comunista del Japó    | 5.313.246  | 8,79  | 26     | =   |  |
|              | Partit Democràtic Socialista | 3.895.859  | 6,44  | 26     | 11  |  |
|              | Candidats independents       | 3.515.043  | 5,18  | 9      | 7   |  |
|              | Nou Club Liberal             | 1.114.800  | 1,84  | 6      | 2   |  |
|              | Unió Socialdemòcrata         | 499.671    | 0,83  | 4      | 1   |  |
|              |                              |            |       |        |     |  |
|              | Altres partits               | 120.627    | 0,20  | 0      | =   |  |
| Total        | Total                        | 60.448.610 | 100   | 512    | 1   |  |
|              |                              |            |       |        |     |  |
| Vots vàlids  | Vots vàlids                  | 60.448.610 | 97,96 |        |     |  |
| Vots nuls    | Vots nuls                    | 1.259.044  | 2,04  |        |     |  |
| Participació | Participació                 | 61.707.654 | 71,4  |        |     |  |
| Cens         | Cens                         | 86.426.845 |       |        |     |  |
| Font:        |                              |            |       |        |     |  |